# Google News & Weather
Google News & Weather fue una aplicación de agregador de noticias desarrollada por Google. Estaba disponible en los sistemas operativos Android e iOS. La aplicación presentaba una interfaz basada en tarjetas y era similar tanto al sitio web de escritorio de Google Noticias como a Google Now, que hace un uso extensivo de las tarjetas. Indizó más de 65.000 fuentes de noticias y tiene 60 ediciones específicas por país.
News & Weather había estado disponible en dispositivos Android durante mucho tiempo, pero fue solo el 26 de agosto de 2014 que se renovó en una aplicación moderna y se lanzó a Google Play Store. La actualización trajo un nuevo diseño, incorporando un diseño basado en tarjetas al estilo de Google Now, con la capacidad de deslizar entre categorías y profundizar para ver la misma historia desde diferentes fuentes. Había diferentes ediciones para varios países, y las secciones y ediciones a las que se suscribía se podían controlar a través del menú Configuración, todo vinculado a la cuenta de Google del usuario. Se podía configurar un widget meteorológico opcional en la parte superior de la vista principal para mostrar el clima en función de la ubicación actual o una ubicación configurada manualmente.
La versión para iOS de Google News & Weather se lanzó el 7 de octubre de 2014.
El 8 de mayo de 2018, Google anunció en Google I/O que se fusionaría Google Play Kiosco y Google News & Weather en un solo servicio, llamado Google Noticias.[cita requerida] La aplicación se suspendió el 8 de octubre de 2018.[cita requerida] El 9 de octubre, parecía haberse vuelto a activar y se suspendió nuevamente el 16 de octubre de 2018.[cita requerida]